# Bambari
Bambari  este un oraș  în partea de sud a Republicii Centrafricane, pe râul Ouaka. Este reședința prefecturii  Ouaka. În apropierea orașului s-au descoperit zăcăminte de minereu de fier (hematit).